# Teatr Impresaryjny im. Włodzimierza Gniazdowskiego
Teatr Impresaryjny im. Włodzimierza Gniazdowskiego we Włocławku – teatr impresaryjny z siedzibą we Włocławku, mający status samorządowej instytucji kultury.

## Historia
Przedstawienia w teatrze prezentowane są od 1990 roku, a w 1992 teatr stał się instytucją Państwowego Teatru Impresaryjnego powołanego przez wojewodę. W 1994 r. teatr został instytucją samorządową, natomiast w 2002 r. zyskał Patrona. Od powstania do dziś teatr wystawił przeszło 4,5 tys. przedstawień, koncertów, recitali oraz zgromadził ponad 1,5 mln widzów.
W teatrze prezentowane są zarówno przedstawienia jak i koncerty muzyki poważnej, przedstawienia plenerowe, warsztaty i lekcje teatralne, festiwale (m.in. Wakacyjny Festiwal Teatrów Dziecięcych z zagranicy).
W teatrze występują amatorskie zespoły teatralne, w tym m.in. prowadzony przez Mieczysława Synakiewicza-Bakutisa od ponad 30 lat amatorski teatr dziecięcy "Skene", który za swoją działalność otrzymał w 2010 roku tytuł "7 Cudu Włocławka", a także goście z teatrów warszawskich i krakowskich, z którymi teatr włocławski współpracuje.
Teatr jest także pomysłodawcą wielu imprez charytatywnych oraz tych o charakterze społecznym, np. "Przeciw uzależnieniom", czyli cykl wykładów i przedstawień o charakterze antyalkoholowym, antynikotynowym i antynarkotykowym. Teatr współpracuje również ze szkołami i wystawia specjalnie dla nich przedstawienia. Teatr jest także zarządcą "Czarnego Spichrzu", zabytku włocławskiego.
Budynek teatru pochodzi sprzed ponad stu lat: w 1912 roku zbudowało go na swoje potrzeby Towarzystwo Dobroczynności. Od 1924 roku pełnił funkcję kinoteatru. W 2013 roku rozpoczął się generalny remont budynku, pierwszy od 1992 roku. Obecnie nowoczesny gmach teatru mieści m.in. salę widowiskową z 315 miejscami, w tym 45 na balkonach, salę kameralną, sale prób, garderoby.

## Dyrekcja
Od 1992 roku dyrektorem Teatru Impresaryjnego we Włocławku jest Jan Polak, pochodzący z Włocławka dawniej aktor teatralny.

## Patron
Patronem włocławskiego teatru jest od 2002 roku Włodzimierz Gniazdowski (1906-1980), działający we Włocławku działacz społeczny i organizator teatrów, odznaczony m.in. Orderem Odrodzenia Polski.

## Festiwale
- Wakacyjny Festiwal Teatrów Dziecięcych zza Granicy - organizowany jest przez Teatr Impresaryjny i Dobrzyńsko-Kujawskie Towarzystwo Kulturalne przy współpracy Urzędu Miasta Włocławek oraz Senatu RP. W ramach festiwalu pod koniec czerwca do Włocławka przyjeżdżają młodzi aktorzy, reprezentujący środowiska polonijne z Białorusi, Ukrainy, Czech i Litwy. Program festiwalu obejmuje spektakle, przedstawienia w ramach Wieczoru Gospodarzy oraz prezentacje konkursowe, które ocenia profesjonalne jury[4].

## Grupy Teatralne
- Teatr Ludzi Upartych - jeden z najdłużej nieprzerwanie działających (od 1952 r.) amatorskich zespołów scenicznych w kraju[5].
- Teatr Skene - grupa teatralna skupiająca dzieci i młodzież z Włocławka i okolic, działająca od 1979 r. pod opieką Mieczysława Synakiewicza[6].

## Na scenie Teatr Impresaryjnego gościli m.in.
Na deskach teatru występowali m.in.: Bożena Dykiel, Krystyna Janda, Anna Dymna, Irena Kwiatkowska, Danuta Szaflarska, Joanna Szczepkowska, Michał Bajor, Jerzy Bończak, Jan Englert, Piotr Fronczewski, Janusz Gajos, Andrzej Grabowski, Marek Grechuta, Bogusław Kaczyński, Jan Kociniak, Krzysztof Kolberger, Olaf Lubaszenko, Piotr Machalica, Wiesław Ochman, Daniel Olbrychski, Cezary Pazura, Jan Peszek, Marek Siudym, Jerzy Stuhr, Jerzy Turek, Stanisław Tym, Zbigniew Zamachowski, Zbigniew Zapasiewicz, Artur Żmijewski.